# Municipio de Palestine (Arkansas)
El municipio de Palestine (en inglés: Palestine Township) es un municipio ubicado en el condado de Bradley en el estado estadounidense de Arkansas. En el año 2010 tenía una población de 274 habitantes y una densidad poblacional de 1,88 personas por km².

## Geografía
El municipio de Palestine se encuentra ubicado en las coordenadas 33°20′57″N 92°1′48″O / 33.34917, -92.03000. Según la Oficina del Censo de los Estados Unidos, el municipio tiene una superficie total de 145.5 km², de la cual 143,8 km² corresponden a tierra firme y (1,17 %) 1,7 km² es agua.

## Demografía
Según el censo de 2010, había 274 personas residiendo en el municipio de Palestine. La densidad de población era de 1,88 hab./km². De los 274 habitantes, el municipio de Palestine estaba compuesto por el 74,09 % blancos, el 21,53 % eran afroamericanos, el 0,73 % eran amerindios, el 0,36 % eran asiáticos, el 3,28 % eran de otras razas. Del total de la población el 4,38 % eran hispanos o latinos de cualquier raza.